# شبرق مهبلي
الشبرق المهبلي[بحاجة لمصدر] (باللاتينية: Ononis vaginalis) نوع نباتي ينتمي إلى جنس الشبرق من الفصيلة البقولية.

## الموئل والانتشار
موطنه بلاد الشام والمغرب العربي ومصر.